# Панкратов Костянтин Валерійович
Костянти́н Вале́рійович Панкра́тов — старший лейтенант Збройних сил України, окрема радіолокаційна рота.

## Життєпис
Захищав Донецький аеропорт, зазнав поранень — наскрізне в ліве плече, друга куля влучила в праву руку, роздроблена кістка. Станом на початок жовтня 2014 року Костянтину зробили чотири операції, на черзі була п'ята; біля нього постійно чергує мама.

## Нагороди
21 жовтня 2014 року — за особисту мужність і героїзм, виявлені у захисті державного суверенітету та територіальної цілісності України, вірність військовій присязі під час російсько-української війни, відзначений — нагороджений орденом «За мужність» III ступеня.